# 陈灏珠
陈灏珠（1924年11月6日—2020年10月30日），男，广东新会人，生於香港，中国内科心血管病专家。曾任中国农工民主党中央委员会副主席、上海市委员会主任委员，全国政协常委、上海市政协副主席，复旦大学附属中山医院内科教授、博士生导师，中华医学会心血管病学会副主任委员等职。
首先在中国国内提出“心肌梗死”这一名词。

## 生平
1949年毕业于前国立中正医学院，获学士学位。
1957年，在中国医学科学院进修。
1997年当选为中国工程院院士。